# Victoria (Kansas)
Victoria – miasto w Stanach Zjednoczonych, położone w stanie Kansas, w hrabstwie Ellis.